# Henrietta Mbawah
Henrietta Mbawah, connue également comme Etta, née en 1988, morte le 17 février 2023 à 34 ans, est une actrice, réalisatrice et militante sociale sierra-léonaise, surtout connue comme réalisatrice du court métrage Jattu, et comme actrice interprétant une journaliste dans le court métrage Ebola Checkpoint, de Mohamed Janneh.

## Biographie
Au démarrage, Henrietta Mbawah commence à jouer dans des séries télévisées avec des rôles mineurs et souvent non crédités. Dans les années 2010, elle participe à des campagnes de sensibilisation sur l’épidémie d'Ebola en Afrique de l’Ouest, qui touche la Sierra Leone. En 2016, elle réalise le court-métrage, intitulé Jattu,. Ce film tourne autour du personnage d'une jeune femme appelée Jattu, qui survit à l'épidémie d'Ebola en Afrique de l’Ouest. La même année, elle apparaît dans le court métrage Ebola Checkpoint, de Mohamed Janneh, où elle joue le rôle d'une journaliste,. Elle est également  directrice générale de la Manor River Entertainment Company. En 2019, elle remporte le Sister's Choice Award en raison de son engagement en faveur de l'autonomie des femmes en Sierra Leone.
Henrietta Mbawah est morte le 17 février 2023, à  34 ans,.